# 埃及的馬加斯
馬加斯（希臘語：Mαγας ; 生存於前三世紀），是昔蘭尼的馬加斯的孫子，同時也是托勒密三世和貝勒尼基二世的兒子。在馬加斯的兄弟托勒密四世統治時，他在大臣索西比烏斯唆使下被殺。